# رودولفو دي ألميدا
رودولفو دي ألميدا غيماريش (بالبرتغالية: Rodolfo de Almeida Guimarães‏) المعروف برودولفو لاعب كرة قدم برازيلي من مواليد (3 مايو 1993) لعب سابقاً في نادي الحزم السعودي .

## روابط خارجية
- رودولفو دي ألميدا على موقع دوري كوريا الجنوبية (الإنجليزية)
- رودولفو دي ألميدا على موقع قاعدة بيانات كرة القدم.إي يو (الإنجليزية)
- رودولفو دي ألميدا على موقع Soccerway.com (الإنجليزية)